# 망정초등학교
망정초등학교는 대한민국 경상북도 칠곡군 석적읍 망정1길 3 (망정리)에 있었던 초등학교이다.

## 연혁
- 1940년 12월 15일 석적공립심상소학교 부설 도개간이학교 개교
- 1945년 9월 10일 도개공립국민학교로 승격
- 1947년 6월 5일 망정리 부지로 이전
- 1950년 11월 8일 망정국민학교로 교명 변경
- 1981년 3월 1일 병설유치원 개원
- 1996년 3월 1일 망정초등학교로 개칭
- 1999년 3월 1일 석적초등학교로 통폐합